# Italo Gariboldi
Italo Gariboldi (født 20. april 1879 i Lodi, død 3. februar 1970 i Rom) var en højtstående officer i den italienske hær før og under 2. verdenskrig.

## Militær karriere
Fra slutningen af 1. verdenskrig og gennem mellemkrigsårene steg Garibolde i graderne og beklædte forskellige poster i stabe, regimenter og brigader.

### Abessinien
I 1935 havde Gariboldi kommandoen over 30. infanteridivision "Sabauda" på nordfronten under Den anden italiensk-abessinske krig. Hans division var en del af I Korps, med base i Eritrea. Efter at Italien havde besejret Etiopien (Abessinien) i 1936 blev Eritrea, Etiopien og Italiensk Somaliland samlet i kolonien Italiensk Østafrika.

### Nordafrika
Fra 1939 til 1941 havde Gariboldi kommandoen over en hær i marskal Italo Balbo's nordafrikanske overkommando. Da Italien erklærede krig havde Garibolde kommandoen over den italienske 5. arme, som lå på grænsen til det franske Tunesien. Han endte med at have kommandoen over begge armeerne i Libyen. Efter at Slaget om Frankrig var afsluttet blev 5. arme til en forsyningskilde af mænd, reservedele og forsyninger til den 10. arme, som lå ved grænsen mod Ægypten.
I december 1940 da den britiske hær indledte Operation Compass, havde Gariboldi midlertidigt kommandoen over 10. arme, fordi general Mario Berti var på sygeorlov. Han endte med at få kommandoen over 10. arme, da den var blevet så godt som udslettet i samme operation. Den 25. marts 1941 blev Gariboldi forfremmet til generalguvernør af Libyen, hvor han erstattede marskal Rodolfo Graziani. Den 19. juli blev Gariboldi selv afskediget på grund af hans påståede manglende samarbejde med Rommel. General Ettore Bastico overtog hans plads.

### Sovjetunionen
Fra 1942 til 1943 havde Gariboldi kommandoen over den italienske hær i Sovjetunionen (Armata Italiana in Russia, eller ARMIR, eller 8. Arme). Han havde kommandoen over den italienske hær i Sovjetunionen da hæren blev nedkæmpet under Slaget om Stalingrad.

### Italien
I 1943 var Gariboldi i Italien da kongen Victor Emmanuel 3. og marskal Pietro Badoglio afsatte Benito Mussolini og derpå underskrev våbenstilstanden med de allierede. Som mange medlemmer af det italienske militær blev Gariboldi taget til fange af tyskerne. I 1944 blev han dømt til døden for forræder. Senere i 1944 blev Gariboldi befriet fra fængslet af de Allierede.

## Militære poster
- Stabschef for 77. division – 1919
- Chef for 26. regiment – 1926
- Chef for 5. brigade – 1931
- Chef for 30. infanteridivision "Sabauda" i Etiopien – 1935 til 1936
- Chef for 5. arme i Tripolitanien – 1939 til 1941
- Chef for 10. arme i Cyrenaica – 1941
- Generalguvernør over Libyen – 1941
- Chef for 8. Arme i Sovjetunionen – 1942 to 1943

## Personligt
Gariboldi døde i en alder af 90 i Rom. Hans søn, Mario Gariboldi, fik en militær karriere ligesom sin far.